# Ministère de la Marine (Tunisie)
Pour les articles homonymes, voir Ministère de la Marine.
Le ministère de la Marine est un département gouvernemental du beylicat de Tunis. Il joue un rôle à la fois civil et militaire.

## Rôle et attributions
Ce ministère situé au Bardo était le troisième dans l'ordre protocolaire après le Grand vizirat et le ministère de la Guerre. Il joue un rôle à la fois civil et militaire, en assurant l'administration de la marine marchande et de la marine de guerre ainsi que de tout ce qui relève des affaires maritimes et portuaires.

## Liste des ministres
- 18...-1846 : Mohamed Khodja
- 1846-1857 : Mahmoud Khodja
- 1857-1862 : Kheireddine Pacha
- 1862-1863 : Ismaïl Kahia
- 1863-1865 : Général Rachid
- 1866-1872 : Mohammed Khaznadar
- 1873-1876 : Mustapha Ben Ismaïl
- 1877-1881 : Ahmed Zarrouk